# Serie A2 1993-1994 (rugby a 15)
La serie A2 1993-94 fu il 60º campionato di seconda divisione di rugby a 15 in Italia.
Si tenne dal 12 settembre 1993 al 13 marzo 1994 tra 16 squadre ripartite su due gironi paritetici di 8 squadre ciascuno.; le prime quattro di ciascun girone ammesse a due poule di promozione e le ultime quattro ad altrettante poule per la salvezza; la squadra ultima classificata di ciascuna poule salvezza sarebbe retrocessa in serie B mentre invece le due squadre vincitrici delle rispettive poule promozione avrebbero disputato la finale in gara doppia, alla fine della quale sarebbe risultata la vincitrice del campionato da promuovere in serie A1 per la stagione successiva e qualificata ai play-off scudetto di A1 della stagione in corso; rispetto alla stagione precedente infatti solo una squadra fu ammessa alle gare scudetto.
A vincere il torneo fu il Bologna, che prese parte ai playoff di A1 venendo tuttavia eliminato dal Milan, e fu promosso in massima serie per la stagione successiva; a retrocedere furono Benevento e Thiene, ultimi dei rispettivi gironi salvezza.

## Squadre partecipanti

### Girone A
| Club       | Sponsor               | Città    | Impianto interno        |
| ---------- | --------------------- | -------- | ----------------------- |
| Cesena     | Olidata (informatica) | Cesena   | Stadio del rugby        |
| Fiamme Oro |                       | Roma     | C.S. P.S. Ponte Galeria |
| Livorno    | C.D.C.                | Livorno  | Stadio Montano          |
| Lyons      | Bilboa (cosmesi)      | Piacenza | Stadio Beltrametti      |
| Noceto     | Italiana Ingredienti  | Noceto   | Stadio Nando Capra      |
| Paese      | Logrò (alimentari)    | Paese    | Stadio Visentin         |
| Parma      |                       | Parma    | Stadio f.lli Cervi      |
| Zagara     | Pulvirenti            | Catania  | Stadio Goretti          |

### Girone B
| Club      | Sponsor                     | Città     | Impianto interno   |
| --------- | --------------------------- | --------- | ------------------ |
| Benevento |                             | Benevento | Stadio Pacevecchia |
| Bologna   | Viro (ferramenta)           | Bologna   | Stadio Arcoveggio  |
| Brescia   |                             | Brescia   | Stadio Invernici   |
| Calvisano | Fly Flot (calzature)        | Calvisano | Stadio San Michele |
| Partenope |                             | Napoli    | Stadio Collana     |
| Segni     |                             | Segni     |                    |
| Thiene    |                             | Thiene    |                    |
| Viadana   | Arix (prodotti per la casa) | Viadana   | Stadio Zaffanella  |

## Prima fase

### Girone A
|       | 1ª/8ª giornata       |       |
| ----- | -------------------- | ----- |
| 34-13 | Lyons - Noceto       | 40-21 |
| 61-15 | Livorno - Zagara     | 29-19 |
| 17-15 | Paese - Cesena       | 15-15 |
| 21-26 | Parma - Fiamme Oro   | 6-48  |
|       |                      |       |
|       | 4ª/11ª giornata      |       |
| 19-24 | Fiamme Oro - Livorno | 35-37 |
| 20-12 | Paese - Lyons        | 11-15 |
| 15-44 | Noceto - Parma       | 18-19 |
| 33-0  | Cesena - Zagara      | 77-0  |
|       |                      |       |
|       | 7ª/14ª giornata      |       |
| 14-6  | Livorno - Lyons      | 7-34  |
| 22-30 | Noceto - Fiamme Oro  | 13-42 |
| 29-16 | Cesena - Parma       | 16-50 |
| 26-27 | Zagara - Paese       | 7-16  |

|       | 2ª/9ª giornata      |       |
| ----- | ------------------- | ----- |
| 11-82 | Zagara - Parma      | 7-70  |
| 12-25 | Noceto - Livorno    | 26-39 |
| 40-23 | Cesena - Lyons      | 16-12 |
| 21-34 | Fiamme Oro - Paese  | 11-11 |
|       |                     |       |
|       | 5ª/12ª giornata     |       |
| 31-14 | Livorno - Paese     | 24-16 |
| 60-25 | Cesena - Noceto     | 45-36 |
| 12-30 | Parma - Lyons       | 26-23 |
| 10-16 | Zagara - Fiamme Oro | 12-25 |
|       |                     |       |

|       | 3ª/10ª giornata     |       |
| ----- | ------------------- | ----- |
| 6-13  | Lyons - Fiamme Oro  | 10-0  |
| 3-24  | Livorno - Cesena    | 22-18 |
| 9-5   | Parma - Paese       | 6-14  |
| 28-33 | Zagara - Noceto     | 12-44 |
|       |                     |       |
|       | 6ª/13ª giornata     |       |
| 39-13 | Lyons - Zagara      | 37-24 |
| 20-46 | Fiamme Oro - Cesena | 16-24 |
| 52-32 | Paese - Noceto      | 39-29 |
| 9-15  | Parma - Livorno     | 30-13 |

#### Classifica
|  |    | Squadra    | G  | V  | N | P  | PF  | PS  | P±   | B | Pt |
|  | -- | ---------- | -- | -- | - | -- | --- | --- | ---- | - | -- |
|  | 1. | Livorno    | 14 | 11 | 0 | 3  | 344 | 277 | 67   | 0 | 22 |
|  | 2. | Cesena     | 14 | 10 | 1 | 3  | 458 | 255 | 203  | 0 | 21 |
|  | 3. | Paese      | 14 | 8  | 2 | 4  | 291 | 253 | 38   | 0 | 18 |
|  | 4. | Lyons      | 14 | 8  | 0 | 6  | 321 | 230 | 91   | 0 | 16 |
|  | 5. | Parma      | 14 | 8  | 0 | 6  | 400 | 270 | 130  | 0 | 16 |
|  | 6. | Fiamme Oro | 14 | 7  | 1 | 6  | 322 | 276 | 46   | 0 | 15 |
|  | 7. | Noceto     | 14 | 2  | 0 | 12 | 339 | 509 | −170 | 0 | 4  |
|  | 8. | Zagara     | 14 | 0  | 0 | 14 | 184 | 589 | −405 | 0 | 0  |

### Girone B
|       | 1ª/8ª giornata        |       |
| ----- | --------------------- | ----- |
| 24-14 | Viadana - Benevento   | 28-18 |
| 31-12 | Bologna - Calvisano   | 12-25 |
| 0-13  | Brescia - Partenope   | 14-24 |
| 12-11 | Segni - Thiene        | 32-9  |
|       |                       |       |
|       | 4ª/11ª giornata       |       |
| 7-52  | Benevento - Calvisano | 18-74 |
| 36-20 | Brescia - Segni       | 17-12 |
| 14-18 | Partenope - Viadana   | 8-20  |
| 23-39 | Thiene - Bologna      | 14-78 |
|       |                       |       |
|       | 7ª/14ª giornata       |       |
| 9-16  | Viadana - Bologna     | 18-20 |
| 16-20 | Benevento - Brescia   | 20-27 |
| 59-27 | Calvisano - Segni     | 13-22 |
| 23-24 | Partenope - Thiene    | 25-18 |
|       |                       |       |

|       | 2ª/9ª giornata        |       |
| ----- | --------------------- | ----- |
| 15-23 | Benevento - Bologna   | 0-60  |
| 34-31 | Calvisano - Viadana   | 26-16 |
| 26-26 | Partenope - Segni     | 30-32 |
| 9-18  | Thiene - Brescia      | 14-43 |
|       |                       |       |
|       | 5ª/12ª giornata       |       |
| 24-18 | Viadana - Brescia     | 15-23 |
| 32-6  | Calvisano - Thiene    | 26-6  |
| 26-19 | Partenope - Benevento | 8-24  |
| 22-12 | Bologna - Segni       | 48-20 |

|       | 3ª/10ª giornata       |       |
| ----- | --------------------- | ----- |
| 34-3  | Viadana - Thiene      | 41-6  |
| 23-5  | Calvisano - Partenope | 22-5  |
| 18-14 | Segni - Benevento     | 6-10  |
| 25-22 | Bologna - Brescia     | 20-19 |
|       |                       |       |
|       | 6ª/13ª giornata       |       |
| 51-10 | Bologna - Partenope   | 20-27 |
| 11-34 | Brescia - Calvisano   | 16-17 |
| 24-28 | Segni - Viadana       | 17-55 |
| 20-16 | Thiene - Benevento    | 18-20 |

#### Classifica
|  |    | Squadra   | G  | V  | N | P  | PF  | PS  | P±   | B | Pt |
|  | -- | --------- | -- | -- | - | -- | --- | --- | ---- | - | -- |
|  | 1. | Bologna   | 14 | 12 | 0 | 2  | 465 | 226 | 239  | 0 | 24 |
|  | 2. | Calvisano | 14 | 12 | 0 | 2  | 449 | 213 | 236  | 0 | 24 |
|  | 3. | Viadana   | 14 | 9  | 0 | 5  | 329 | 227 | 102  | 0 | 18 |
|  | 4. | Brescia   | 14 | 8  | 0 | 6  | 284 | 263 | 21   | 0 | 16 |
|  | 5. | Segni     | 14 | 5  | 1 | 8  | 280 | 378 | −98  | 0 | 11 |
|  | 6. | Partenope | 14 | 4  | 1 | 9  | 244 | 311 | −67  | 0 | 9  |
|  | 7. | Benevento | 14 | 4  | 0 | 10 | 211 | 404 | −193 | 0 | 8  |
|  | 8. | Thiene    | 14 | 1  | 0 | 13 | 181 | 439 | −258 | 0 | 2  |

## Seconda fase
|       | 1ª/4ª giornata     |       |
| ----- | ------------------ | ----- |
| 69-6  | Parma - Thiene     | 29-11 |
| 38-6  | Partenope - Noceto | 12-28 |
|       |                    |       |
|       | 2ª/5ª giornata     |       |
| 21-19 | Noceto - Parma     | 33-21 |
| 9-59  | Thiene - Partenope | 8-65  |
|       |                    |       |
|       | 3ª/6ª giornata     |       |
| 16-35 | Partenope - Parma  | 14-19 |
| 9-22  | Thiene - Noceto    | 0-76  |

|  |    | Squadra   | G | V | N | P | PF  | PS  | P±   | B | Pt |
|  | -- | --------- | - | - | - | - | --- | --- | ---- | - | -- |
|  | 1. | Noceto    | 6 | 5 | 0 | 1 | 186 | 99  | 87   | 0 | 10 |
|  | 2. | Parma     | 6 | 4 | 0 | 2 | 192 | 91  | 101  | 0 | 8  |
|  | 3. | Partenope | 6 | 3 | 0 | 3 | 204 | 105 | 99   | 0 | 6  |
|  | 4. | Thiene    | 6 | 0 | 0 | 6 | 43  | 330 | −287 | 0 | 0  |

|       | 1ª/4ª giornata         |       |
| ----- | ---------------------- | ----- |
| 14-13 | Segni - Zagara         | 6-31  |
| 8-10  | Benevento - Fiamme Oro | 3-17  |
|       |                        |       |
|       | 2ª/5ª giornata         |       |
| 18-14 | Benevento - Segni      | 14-26 |
| 17-20 | Fiamme Oro - Zagara    | 23-23 |
|       |                        |       |
|       | 3ª/6ª giornata         |       |
| 68-24 | Zagara - Benevento     | 15-32 |
| 20-24 | Segni - Fiamme Oro     | 20-6  |

|  |    | Squadra    | G | V | N | P | PF  | PS  | P±  | B | Pt |
|  | -- | ---------- | - | - | - | - | --- | --- | --- | - | -- |
|  | 1. | Zagara     | 6 | 3 | 1 | 2 | 170 | 116 | 54  | 0 | 7  |
|  | 2. | Fiamme Oro | 6 | 3 | 1 | 2 | 107 | 94  | 13  | 0 | 7  |
|  | 3. | Segni      | 6 | 3 | 0 | 3 | 100 | 106 | −6  | 0 | 6  |
|  | 4. | Benevento  | 6 | 2 | 0 | 4 | 99  | 150 | −51 | 0 | 4  |

|       | 1ª/4ª giornata      |       |
| ----- | ------------------- | ----- |
| 25-7  | Paese - Calvisano   | 29-39 |
| 19-20 | Brescia - Livorno   | 8-36  |
|       |                     |       |
|       | 2ª/5ª giornata      |       |
| 16-10 | Paese - Brescia     | 26-12 |
| 29-22 | Calvisano - Livorno | 8-33  |
|       |                     |       |
|       | 3ª/6ª giornata      |       |
| 26-22 | Brescia - Calvisano | 3-27  |
| 23-20 | Livorno - Paese     | 18-21 |

|  |    | Squadra   | G | V | N | P | PF  | PS  | P±  | B | Pt |
|  | -- | --------- | - | - | - | - | --- | --- | --- | - | -- |
|  | 1. | Paese     | 6 | 4 | 0 | 2 | 137 | 109 | 28  | 0 | 8  |
|  | 2. | Livorno   | 6 | 4 | 0 | 2 | 152 | 105 | 47  | 0 | 8  |
|  | 3. | Calvisano | 6 | 3 | 0 | 3 | 132 | 138 | −6  | 0 | 6  |
|  | 4. | Brescia   | 6 | 1 | 0 | 5 | 78  | 147 | −69 | 0 | 2  |

|       | 1ª/4ª giornata    |       |
| ----- | ----------------- | ----- |
| 13-25 | Viadana - Bologna | 5-43  |
| 18-13 | Cesena - Lyons    | 12-5  |
|       |                   |       |
|       | 2ª/5ª giornata    |       |
| 25-31 | Cesena - Bologna  | 22-28 |
| 51-17 | Lyons - Viadana   | 3-45  |
|       |                   |       |
|       | 3ª/6ª giornata    |       |
| 21-40 | Viadana - Cesena  | 11-20 |
| 23-19 | Bologna - Lyons   | 34-24 |

|  |    | Squadra | G | V | N | P | PF  | PS  | P±  | B | Pt |
|  | -- | ------- | - | - | - | - | --- | --- | --- | - | -- |
|  | 1. | Bologna | 6 | 6 | 0 | 0 | 184 | 108 | 76  | 0 | 12 |
|  | 2. | Cesena  | 6 | 4 | 0 | 2 | 137 | 109 | 28  | 0 | 8  |
|  | 3. | Viadana | 6 | 1 | 0 | 5 | 112 | 182 | −70 | 0 | 2  |
|  | 4. | Lyons   | 6 | 1 | 0 | 5 | 115 | 149 | −34 | 0 | 2  |

## Finale
| Paese Finale andata | Paese | 14 – 21 | Bologna | Stadio Visentin |

| Bologna 5 marzo 1994, ore 16 UTC+1 Finale ritorno | Bologna | 21 – 14 | Paese | Stadio Arcoveggio |

## Verdetti
- Bologna: ammessa ai playoff scudetto serie A1 1993-94
- Bologna: promossa in serie A1 1994-95
- Benevento e Thiene : retrocesse in serie B 1994-95